# María Osipova
María Borísovna Osipova (en bielorruso: Марыя Барысаўна Осіпава, en ruso: Мария Борисовна Осипова; 27 de diciembre de 1908  – 5 de febrero de 1999) fue la partisana soviética que proporcionó a Elena Mázanik la bomba que usó para matar a Wilhelm Kube, un oficial de alto rango de las SS y el Generalkommissar de la Bielorrusia ocupada por los nazis. Por hacerlo, Osipova y el resto de conspiradores recibieron el título de Héroe de la Unión Soviética el 29 de octubre de 1943.

## Biografía

### Infancia y juventud
María Osipova nació en el seno de una familia campesina bielorrusa en la pequeña localidad rural de Serkavitsy, en la Gobernación de Maguilov del Imperio ruso (actualmente región de Vítebsk, Bielorrusia). Comenzó a trabajar en una fábrica de vidrio a la edad de 13 años y fue presidenta de su capítulo de jóvenes pioneros. En 1924 conoció a su esposo, Yakov Osipov, mientras ella era delegada al VI Congreso del Komsomol. Más tarde se casó y cambió su apellido de Sokovtsova a Osipova. En 1928 se convirtió en miembro del Partido Comunista y se graduó de la Escuela Agrícola de Minsk en 1935. Luego asistió a la facultad de derecho, donde se graduó en 1940 antes de servir en la Corte Suprema de la República Socialista Soviética de Bielorrusia. Dejó su trabajo en la Corte Suprema para trabajar como asistente en un bufete de abogados en mayo de 1941, solo unas semanas antes del comienzo de la invasión alemana de la Unión Soviética.

### Segunda Guerra Mundial

#### Actividades de resistencia temprana
Poco después de que las fuerzas alemanas ocuparan Minsk, Osipova trabajó con un profesor de la facultad de derecho donde había estudiado anteriormente para organizar un movimiento de resistencia que tendría su sede en la facultad. El grupo partisano comenzó con catorce miembros, pero en 1943 la organización contaba con cincuenta miembros activos. Inicialmente, la organización imprimió folletos contra el Eje, proporcionó escondites a los judíos de la ciudad que se enfrentaba a persecución y asesinato y ayudó a los prisioneros de guerra soviéticos a escapar de la custodia alemana.
Después de que el grupo se pusiera en contacto con un destacamento partisano en 1941, la organización comenzó a realizar misiones de reconocimiento y sabotaje contra el ejército alemán. A fines de 1941, el grupo estaba en comunicación con el Partido Comunista de Bielorrusia. Desde entonces, Osipova sirvió como enlace de comunicación entre su unidad y varias otras unidades partisanas, incluida la unidad «Dima» comandada por D. Keimakh, la unidad «Mestnyye» comandada por S. Vaupshasov, la brigada «Dyadi Koli» comandada por N. Nikitin, la brigada «Zheleznyak» comandada por I. Titkov, y la unidad «200» nombrada en honor a Kostantín Rokossovski. También escribió para el periódico clandestino «Zvezda» que circulaba por la Minsk ocupada por los alemanes. Los partisanos albergaron a prisioneros de guerra y refugiados judíos en sus áticos. En las operaciones de sabotaje, robaban armas y medicamentos del ejército alemán, los almacenaban y se los proporcionaban a otros partisanos y refugiados según fuera necesario. El seudónimo de Osipova era Chernaya.

#### Asesinato de Wilhelm Kube
El logro más conocido de Osipova como partisana fue el asesinato del oficial de alto rango de las SS y Generalkommissar de la Bielorrusia ocupada por los nazis, Wilhelm Kube, quien era el encargado de supervisar el gueto de Minsk. A finales de 1941, el comandante adjunto de la unidad «Dima» le encargó a Nadezhda Troyan que encontrara a alguien que trabajara dentro de la casa de Kube y que estuviera dispuesto a ayudar en un complot para matarlo. Valentina Shchutskoi, quien era la hermana de Elena Mázanik, sugirió que Mazanik, que trabajaba en la mansión de Kube como sirvienta, sería adecuada para la tarea. Troyan tardó un tiempo en ganarse la confianza de Mazanik, quien tenía mucho miedo a la traición, pero después de que su hermana Valentina le confirmara la identidad de Osipova, accedió a intentar matar a Kube. Después de explicar la trama y discutir los mejores métodos para hacerlo, se decidió colocar una bomba debajo de la cama de Kube. Antes de que Mazanik colocara la bomba, Osipova y Troyan partieron de Minsk hacia el bosque controlado por los partisanos, junto con sus familias y la mayor parte de la familia de Mazanik. Osipova le dio a Mazanik una pequeña bomba magnética que llevaba en su bolso, la cual la habían obtenido de una unidad partisana. El atentado salió según lo planeado y después de matar a Kube, ella, Mazanik y Troyan fueron nombadas Héroes de la Unión Soviética.
Esta hazaña de los partisanos soviéticos se describe en el largometraje de 1958 Часы остановились в полночь (El reloj se detuvo a medianoche), dirigida por Nikolái Figurovski y producida por Belarusfilm, la serie rusa de 2012 Okhota na gaulyaytera (caza al Gauleiter) dirigida por Oleg Bazilov, y en el documental rusobielorruso de 2007 Убить гауляйтера (Matar al Gauleiter).

### Posguerra

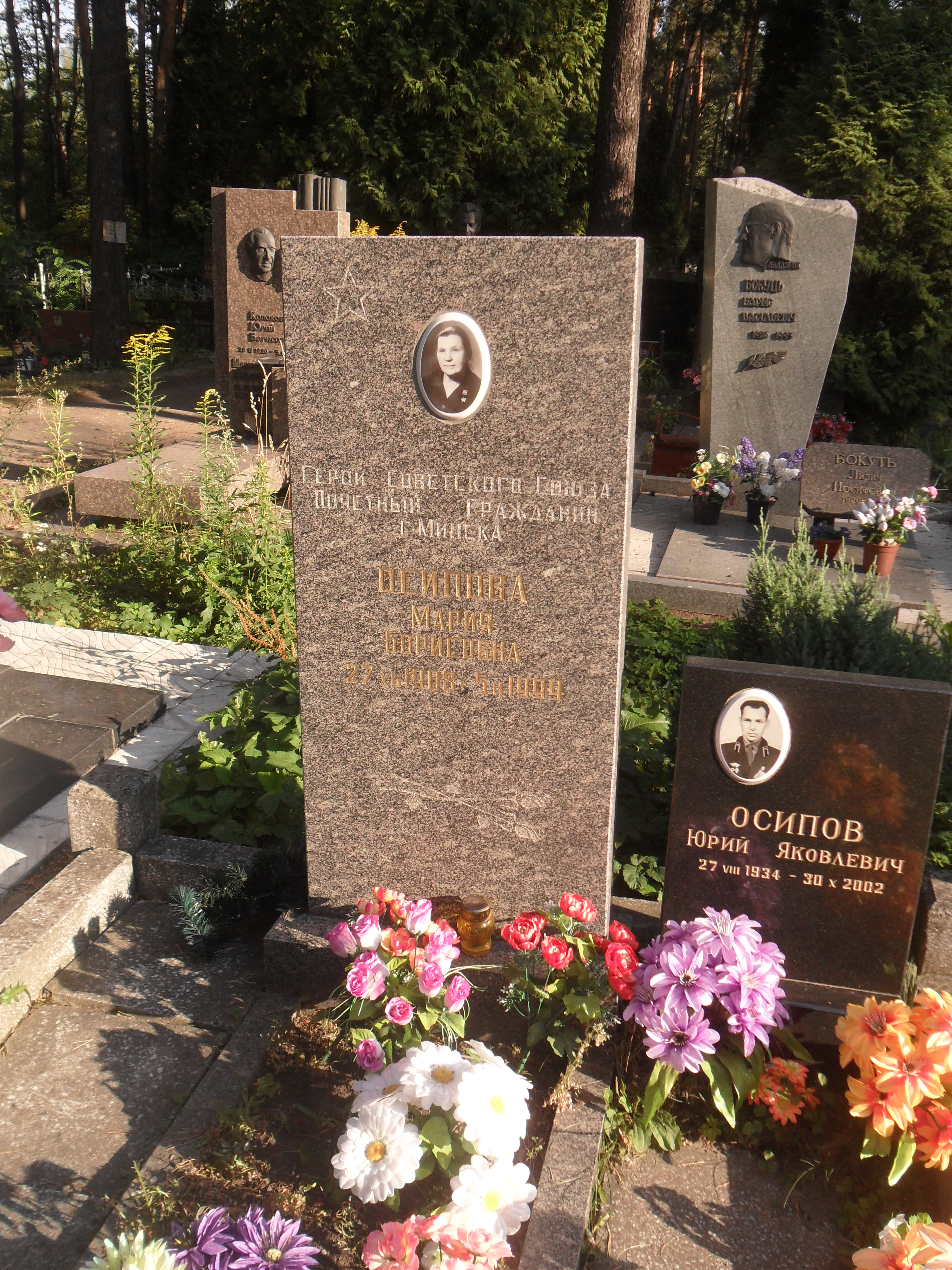
Tumba de María Osipova en el Cementerio Oriental de Minsk

Después del final de la guerra, Osipova regresó a Minsk para participar en la reconstrucción de la ciudad devastada por la guerra. Más tarde trabajó en la oficina de Vasili Kozlov, presidente del Presídium del Sóviet Supremo de la RSS de Bielorrusia, y de 1947 a 1963 fue diputada en el Sóviet Supremo de la RSS de Bielorrusia. También dirigió el departamento de indultos del Presídium del Sóviet Supremo de Bielorrusia y trabajó para rehabilitar a muchos miembros de la resistencia de Minsk después de que se difundieran los mitos de que la resistencia de Minsk estaba comprometida en colaboración con los nazis. Falleció a la edad de 90 años el 5 de febrero de 1999 y fue enterrada en el Cementerio Oriental de Minsk.

## Condecoraciones y honores
|  | Héroe de la Unión Soviética (29 de octubre de 1943)                                             |
|  | Orden de Lenin (29 de octubre de 1943)                                                          |
|  | Orden de la Guerra Patria de 1.er grado                                                         |
|  | Orden de la Bandera Roja del Trabajo                                                            |
|  | Medalla al Partisano de la Guerra Patria de 1.er grado                                          |
|  | Medalla Conmemorativa por el Centenario del Natalicio de Lenin "Al valor militar"               |
|  | Medalla por la Victoria sobre Alemania en la Gran Guerra Patria 1941-1945                       |
|  | Medalla Conmemorativa del 20.º Aniversario de la Victoria en la Gran Guerra Patria de 1941-1945 |
|  | Medalla Conmemorativa del 30.º Aniversario de la Victoria en la Gran Guerra Patria de 1941-1945 |
|  | Medalla Conmemorativa del 40.º Aniversario de la Victoria en la Gran Guerra Patria de 1941-1945 |
|  | Medalla Conmemorativa del 50.º Aniversario de la Victoria en la Gran Guerra Patria de 1941-1945 |
|  | Medalla al Trabajador Veterano                                                                  |
|  | Medalla del 50.º Aniversario de las Fuerzas Armadas de la URSS                                  |
|  | Medalla del 60.º Aniversario de las Fuerzas Armadas de la URSS                                  |
|  | Medalla del 70.º Aniversario de las Fuerzas Armadas de la URSS                                  |

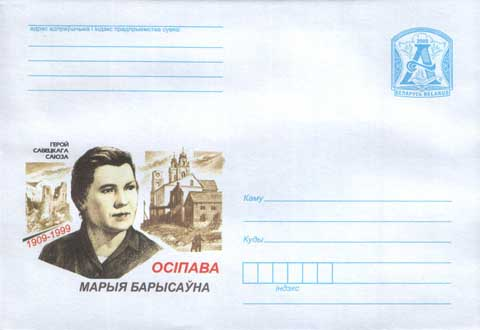
Sobre postal con la imagen de María Osipova

Además fue nombrada Ciudadana de honor de la ciudad de Minsk (Bielorrusia) y de la ciudad de Nurek (Tayikistán) y, el 24 de diciembre de 1998, recibió un Diploma de honor del Consejo de Ministros de la República de Bielorrusia, por los servicios prestados durante la Gran Guerra Patria, la construcción del Estado y en relación con el 90.º aniversario de su nacimiento.

### Listas relacionadas
- Lista de heroínas de la Unión Soviética